# Stuttgarter Kickers
Sportverein Stuttgarter Kickers e. V. é uma agremiação esportiva alemã, fundada a 21 de setembro de 1899, sediada em Stuttgart, no estado de Baden-Württemberg. Na temporada 2018-2019 disputa a oberliga,a quinta divisão da Alemanha. Participa paralelamente de campeonatos de handebol, atletismo, tênis de mesa, torneios de animação de torcida e lacrosse.

## História
Foi fundado com o nome de FC Stuttgarter Kickers por membros que decidiram praticar como esporte somente o futebol abandonando o rugby.
Em 1933 foi convidado a jogar na Gauliga Württemberg, uma das dezesseis máximas divisões nascidas a partir da reorganização do futebol alemão sob o Terceiro Reich. Continuou a obter bons resultados em nível local, mas não conseguiu impor-se em nível nacional. Nos últimos anos da Segunda Guerra Mundial atuou como time de guerra unido ao Sportfreunde Stuttgart.
Depois da guerra o clube recomeçou a atuar na Oberliga Süd, terminando nos primeiros anos na metade da classificação. Contudo, nos anos 1950 se classificou sempre nas posições próximas à zona de rebaixamento. Nos anos 1960 o time foi rebaixado para a Zweite Oberliga Süd. Em 1963, ano da criação da Bundesliga, a principal liga do futebol alemão, a divisão na qual o clube se encontrava mudou de nome para Regionalliga, a qual se tornou profissional em 1974. De 1963 até o fim dos anos 1980 os Kickers obtiveram boas campanhas na segunda divisão, chegando ao fim desse período sempre à zona alta da classificação.
Em 1988 o time foi promovido pela primeira vez à divisão máxima alemã, mas desceu no campeonato sucessivo, já que ficou no penúltimo lugar. Retornou em 1991 à Bundesliga, graças ao confronto de repescagem frente ao FC Saint Pauli (1-1; 1-1; 3-1).
Mas terminou também o certame seguinte na décima-sétima posição, sendo novamente rebaixado. Sucessivamente o clube militou por vários anos na Zweite Bundesliga e por diversos anos na Regionalliga, então a terceira divisão. No fim da temporada 2007-2008 se qualificou para a nova Dritte Bundesliga, mas depois de um ano desceu para a Regionalliga. Em 2008-09 foi criado uma nova terceira divisão, a 3.Bundesliga, onde o Kickers foi mal sendo rebaixado para a Regionalliga, agora quarto nível.
Após 3 temporadas na Regionalliga, consegue o acesso a 3.Bundesliga em 2011-2012 onde permaneceu até a temporada 2015-2016, vindo a cair para a Regionalliga onde em vez do acesso, a torcida Azul de Stuttgart após temporada ruim, quase viu o time descer para a Oberliga (Quinta Divisão), só escapando após vencer fora de casa o time reserva do Hoffenheim na última rodada.

## Títulos
- Liga
  - Vice-campeão: 1908;
- Campeão do Sul da Alemanha
  - Campeão: 1908, 1913, 1917;
- Südkreis-Liga (I)
  - Campeão: (3) 1913, 1914, 1917;
  - Vice-campeão: (2) 1909, 1911;
- Kreisliga Württemberg (I)
  - Campeão: (2) 1921, 1923;
  - Vice-campeão: (2) 1920, 1922;
- Bezirksliga Württemberg-Baden (I)
  - Campeão: (2) 1924, 1925;
- Bezirksliga Württemberg (I)
  - Campeão: (2) 1928, 1933;
  - Vice-campeão: 1929;
- Gauliga Württemberg (I)
  - Campeão: (5) 1936, 1939, 1940, 1941, 1942;
  - Vice-campeão: (3) 1934, 1938, 1944;
- 2º Oberliga Süd (II)
  - Campeão: (2) 1951, 1959;
- 2º Bundesliga
  - Campeão: 1988;
- Regionalliga Süd
  - Campeão: (2) 1996; 2012;
  - Vice-campeão: (2) 1995; 2011;
- Verbandsliga Württemberg
  - Vice-campeão: (2) 1991‡, 2000‡

Copas
- DFB-Pokal
  - Vice-campeão: 1987;
- Württemberg Cup
  - Vencedor: 2005, 2006;
  - Vice-campeão: 2003;

Categorias de base
Os times de base tiveram algum sucesso nos campeonatos nacionais.
- Campeão Alemão da Bundesliga (Sub-19): 1979;
- Campeão Alemão Júnior: 1990;
- ‡: Time reserva.

## Cronologia recente
A recente performance do clube:
| Temporada | Divisão          | Nível | Posição |
| 1999–2000 | 2ª Bundesliga    | II    | 15ª     |
| 2000–01   | 2ª Bundesliga    | II    | 17ª ↓   |
| 2001–02   | Regionalliga Süd | III   | 12ª     |
| 2002–03   | Regionalliga Süd | III   | 15ª     |
| 2003–04   | Regionalliga Süd | III   | 9ª      |
| 2004–05   | Regionalliga Süd | III   | 9ª      |
| 2005–06   | Regionalliga Süd | III   | 8ª      |
| 2006–07   | Regionalliga Süd | III   | 4ª      |
| 2007–08   | Regionalliga Süd | III   | 10ª     |
| 2008–09   | 3ª Liga          | III   | 20ª ↓   |
| 2009–10   | Regionalliga Süd | IV    | 9ª      |
| 2010–11   | Regionalliga Süd | IV    | 2ª      |
| 2011–12   | Regionalliga Süd | IV    | 1ª ↑    |
| 2012–13   | 3. Liga          | III   | 17°     |
| 2013–14   | 3. Liga          | III   | 8°      |
| 2014-15   | 3. Liga          | III   | 4°      |
| 2015-16   | 3. Liga          | III   | 18°↓    |
| 2016-17   | Regionalliga     | IV    | 13°     |
| 2017-18   | Regionalliga     | IV    |         |

## Uniformes

### Uniformes atuais
- 1º - Camisa azul, calção branco e meias azuis.
- 2º - Camisa azul, calção e meias azuis.

| Primeiro Uniforme | Segundo Uniforme |

### Uniformes anteriores
- 2011-12

| Primeiro Uniforme | Segundo Uniforme |

- 2010-11

| Primeiro Uniforme | Segundo Uniforme |

- 2009-10

| Primeiro Uniforme | Segundo Uniforme |

- 2008-09

| Primeiro Uniforme | Segundo Uniforme |